# Klada, Škofljica
Klada este o localitate din comuna Škofljica, Slovenia, cu o populație de 44 de locuitori.